# St. Marein
St. Marein je naselje v Občini Volšperk v Okraju Volšperk na Koroškem v Avstriji.